# Chrám svatého Štěpána Uroše V. (Uroševac)
Chrám svatého Štěpána Uroše V. (srbsky Саборна црква Светог Цара Уроша/Saborna crkva svetog Cara Uroša, albánsky Katedralja e Shën Uroshit) se nachází v centru města Uroševac na jihu Kosova. Administrativně spadá pod Rašsko-prizrenskou eparchii Srbské pravoslavné církve. Chrám byl zbudován v roce 1933; pro srbskou komunitu v Kosovu má sice velký symbolický význam, nejedná se však o historicky významnou stavbu.[zdroj?]
Chrám byl vybudován v 30. letech za existence království Jugoslávie. Vznikl podle návrhu architekta Josifa Mihailoviće ze Skopje. Vybudován byl jako pětikupolová stavba z betonu a kamene, která byla po dokončení omítnutá. Za vzor pro jeho realizaci sloužil Klášter Gračanica. Vyzdoben je uvnitř šachovými poli s kříži a květinovými motivy. Hlavní kupole byla umístěna na čtyřech velkých sloupech.
Kostel, který se nachází hned vedle Velké mešity, byl v letech 1999 a 2004 poničen během nepokojů. Následně byl hlídán vojáky KFOR z USA a Řecka. Po útocích byl obehnán betonovou zdí, která byla odstraněna po roce 2010. Nedlouho poté byl chrám samotný rekonstruován.